# Nikolaj Hess

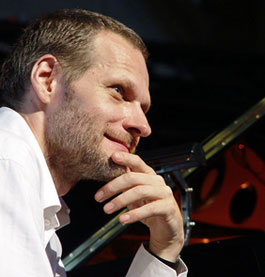
Nikolaj Hess

Nikolaj Hess (* 1967) ist ein dänischer Jazzpianist und -komponist.

## Leben und Wirken
Hess stammt aus einer musikalischen Familie; auch seine Brüder Emil Hess und Mikkel Hess sind als Musiker bzw. Musikproduzenten tätig. Zunächst studierte er bis 1989 am Rytmisk Musikkonservatorium in Kopenhagen. Später setzte er seine Studien in Amerika bei Richie Beirach, Danilo Pérez, Gary Dial, Sophia Rosoff und Zitta Zohar fort. Zu Studienzwecken weilte er an der Universität von Ghana bei Meistertrommler Odartey, Dele Sosimi und anderen; auch spielte er mit Fela Kuti in Lagos.
Hess leitete zunächst gemeinsam mit Hans Ulrik ein Quartett, mit dem er bereits 1990 ein Album einspielte. Er war dann mit seinem Trio (mit Marilyn Mazur und Jesper Lundgaard), seinem Sextett Global Motion, im Duo mit Sissel Vera Pettersen (By This River, 2006) und mit dem Trio Spacelab unterwegs. 2001 nahm er in New York zusammen mit Claus Waidtløw, Christian McBride und Morten Lund das Album Back and Forth (Music Mecca) auf. Daneben begleitete er Etta Cameron, Caroline Henderson, Kira Skov und Ulla Henningsen, trat aber auch mit Jean-Luc Ponty, Christian McBride, Kenny Wollesen, Lee Konitz, Benny Golson, Mads Vinding, Chris Minh Doky und Hal Willner auf. Auch arbeitete er als Studiomusiker, Komponist und Arrangeur. Seit 1996 ist er als Associate Professor am Rytmisk Musikkonservatorium tätig.

## Preise und Auszeichnungen
1987 erhielt er den Goldenen Preis Gold beim Wettbewerb für nicht-klassische Musik der Berlingske Tidendes. 1989 wurde er als erster Pianist beim Konzertexamen in Kopenhagen mit der Höchstzahl von 13 Punkten ausgezeichnet. 1991 gewann er in Rom den Wettbewerb der Radiotelevisione Italiana als „bester europäischer Jazzpianist unter 25 Jahren“. Das zweite Album mit Sissel Vera Pettersen (The Word, 2009) war 2010 für einen „dänischen Grammy“ nominiert.

## Diskographische Hinweise
- White Rainbow (2008)
- Global Motion (2009, mit Marc Mommaas, John Hébert, Tony Moreno, Ben Monder, Jeff Ballard)
- Spacelab The Champ (2009, mit Anders Christensen, Mikkel Hess)
- Spacelab & Strings (2021, mit Anders Christensen, Mikkel Hess, Cæcilie Balling, Christian Ellegard, Jakup Lützen, Josefine Opsahl)[1]